# Stanislav Vodička
Stanislav Vodička (15. října 1910 Rožďalovice – 26. listopadu 1982 Velké Meziříčí) byl český umělecký knihvazač a spisovatel.

## Životopis
Narodil se 15. března 1910 v Rožďalovicích na Nymbursku v chudé rodině. Začal se učit na krejčího, ale po 2 týdnech z učení odešel. Potom se díky šťastné náhodě dostal ke knihaři Janu Rajmanovi, kde se vyučil uměleckým knihařem. Spolu s ním se u Rajmana vyučil také Josef Studený ze Skřinářova, který byl synovcem básníka Jakuba Demla. Tak v knihařské dílně Jana Rajmana v Rožďalovicích poznal Stanislav Vodička Jakuba Demla asi roku 1928. Po vyučení se Vodička přestěhoval na nějaký čas do Prahy, kde pracoval u knihaře Ludvíka Bradáče. Po vojenské službě se pak vrátil do Rožďalovic.
V roce 1934 odkoupil za 10 000 Kč od výše zmíněného J. Studeného knihařskou dílnu v Tasově. Dílna byla v domě č. p. 27, který patřil poštmistrovi Antonínu Demlovi, bratru básníka Jakuba Demla. V městečku Tasově na Českomoravské vrchovině žil S. Vodička téměř 20 let. Začátky v dílně bez zákazníků byly těžké. Jak říkal, vázal od bohatě zdobených a zlacených knih až po knihy, které rozžvýkala kráva. Vázal knihy mimo jiné také pro Nakladatelství Marie Rozy Junové, která vydávala díla Jakuba Demla nebo pro Dominikánské nakladatelství v Olomouci. Některé Demlovy knihy také koloroval. Ve Vodičkově knihařské dílně se často scházel Jakub Deml se svými přáteli a za krátko i knihař patřil mezi ně. O tomto přátelství i tehdejší době podal později svědectví v knize „Básník Jakub Deml v Tasově“. V roce 1948 svědčil u soudu ve prospěch Jakuba Demla, který byl neprávem obviněn z kolaborace s fašisty. Ve prospěch J. Demla svědčil také básník Vítězslav Nezval.
V dubnu 1937 se S. Vodička oženil. Bydlel u Tasova na samotě zvané Papírna, v domě, kde se dříve ručně vyráběl papír. V tomto domě kdysi nějaký čas bydlel svůdce a vrah žen Hugo Schenck.
Za války byla nouze o materiál a tak si vydělával a bylinami barvil zvířecí kůže sám. Po válce roku 1946 přemístil dílnu do tasovského lihovaru.
Protože mu byla předepsána vysoká daň, přeceněn a zdaněn materiál a objednané suroviny byly se zpětnou platností zdaněny sazbou 600 %, zavřel dílnu a k 1. prosince 1951 odešel dělat knihaře do Kablovky ve Velkém Meziříčí. V letech 1952 až 1962 působil jako lidový vypravěč souboru Vysočina. V roce 1961 se pak z Tasova do Vel. Meziříčí i přestěhoval.
Stanislav Vodička zemřel 26. listopadu 1982 ve Velkém Meziříčí.

## Dílo
V letech 1954–1960 vedl S. Vodička národopisný soubor Vysočina a zároveň v něm vystupoval jako lidový vypravěč. Později také uspořádal v Brně výstavu knižní vazby, kterou uváděl Jaromír Tomeček.
V sedmdesátých letech 20. století prováděl též knihvazačské práce pro samizdatovou edici Rukopisy VBF, která byla založena Bedřichem Fučíkem a Vladimírem Binarem původně za účelem vydávání díla Jakuba Demla.
Stanislav Vodička žil uprostřed přírody, v blízkosti řeky Oslavy, v odlehlém lesním koutě, kterým denně chodil do své dílny. Byl výborným pozorovatelem a své postřehy z proměn přírody či zajímavá setkání s živočichy, ale také s osobitými lidmi si zapisoval na kartičky z tuhého papíru. A postupně své mnohaleté poznámky a pozorování přetvořil v povídky a přírodní básně v próze.
V 70. letech dvacátého století uspořádal některé své rukopisy a vznikla jeho kniha s názvem „Tam, kde usínají motýlové“, která vyšla v roce 1979.
Od roku 1978 pracoval na druhé knize povídek, která vyšla v roce 1983 pod názvem „Planina ticha“. (Tato kniha získala cenu nakladatelství Vyšehrad za nejlepší prózu. Ilustrace Mirko Hanák.)
V roce 1984 vyšla posmrtně kniha S. Vodičky pod názvem „Na vzdušné pěšince“. Šlo o výběr povídek z prvních předešlých knih rozšířený o povídky z pozůstalosti.
V roce 1980 obdržel Cenu Vyšehradu za původní prózu, roku 1982 získal Čestné uznání za vazbu v trienále v Brně.